# Bitva u Drážďan
Bitva u Drážďan se uskutečnila 26. a 27. srpna 1813 u saského města Drážďany. Byla jednou z napoleonských bitev během německého tažení.

## Předcházelo
Dne 28. června 1813, během příměří Napoleona s Ruskem a Pruskem, se rakouský kancléř, kníže von Metternich setkal v Drážďanech s císařem Napoleonem, který zde v tu dobu pobýval. Důsledkem tohoto rozhovoru bylo následné připojení habsburského Rakouska k protinapoleonským spojencům. (Napoleon nepřistoupil na rakouské požadavky v mírové smlouvě.)
Rakousko poté srpnu 1813 vyhlásilo válku Francii a po ukončení příměří, válka znovu vypukla. Francouzská armáda byla soustředěna kolem Drážďan a proto velící francouzský maršál Gouvion de Saint-Cyr nařídil stavbu opevnění kolem města.
Hlavní (tzv. Česká) armáda pod velením maršála Karla Philippa Schwarzenberga, o síle asi 200 000 mužů, překročila 22. srpna české hranice a 23.–24. srpna dosáhla Drážďan. První útoky na město začaly již následující den.

## Bitva
Před bitvou se Prusku a Rusku, kteří stáli proti Napoleonovi, připojilo i Rakousko a dále měli spojenci podporu Anglie. V samotné bitvě měl Napoleon k dispozici minimálně 90 000 vojáků. Spojenecká vojska složená z vojsk Rakouska a Ruska byla složena z nejméně 150 000 vojáků, hlavním velitelem byl generál Schwarzenberg. V ruském vojsku veleli generálové Wittgenstein, Miloradovič a Kleist.
Potyčky spojeneckých a francouzských vojsk pokračovaly zejména v jižních předměstích Drážďan. Spojenecká vojska však vyčkávala s hlavním útokem na město až na 26. srpna. Napoleon tak měl čas k návratu a navýšení počtu vojáků ve městě a dokonce i převzít řízení obranných operací. Tím spojenci propásli vhodný okamžik, kdy bylo město obsazeno pouze asi 30 000 muži, a Francouzi ubránili město. Téhož dne byl těžce zraněn rakouský generál Václav Frierenberger a velení dělostřelectva po něm převzal generál Friedrich Karl von Langenau.
Spojenci utrpěli 27. srpna za hustého deště katastrofální porážku. Napoleon začal silnou palbu z děl, neměl však dostatek jízdy na pronásledování protivníka. Poslal jen armádní sbor o síle 30 000 mužů, kterému velel generál Vandamme, ti překročili Krušné hory a pronásledovali Rusy do Čech. Když ale spojencům dorazily posily, musel se Vandamme vzdát. Viz bitva u Chlumce. Byl tak zmařen Napoleonův plán obklíčit spojence.

Jednalo se o poslední vítězství Napoleona během německého tažení. Po této bitvě už brzy následovala Bitva národů u Lipska.
Památník generála Moreau v Drážďanech, městské čtvrti Zschertnitz na jihu města na kopci Räcknitzhöhe, připomíná smrtelné zranění generála Moreaua v této bitvě.

## Galerie

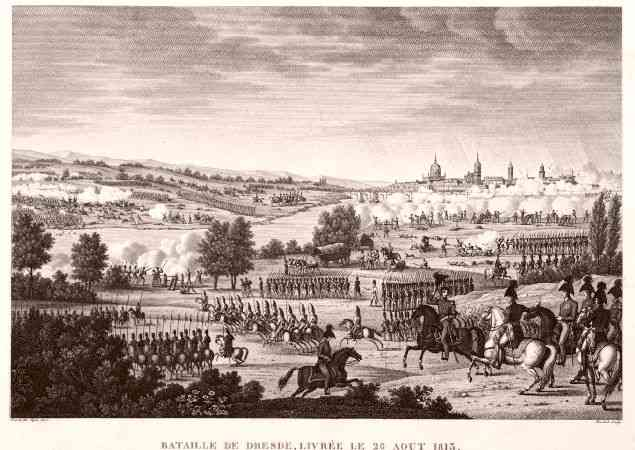
Bitva u Drážďan